# Callosides bartolozzii
Callosides bartolozzii is een keversoort uit de familie Hybosoridae. De wetenschappelijke naam van de soort is voor het eerst geldig gepubliceerd in 1995 door Paulian & Cambefort.